# Marburger Zeitung
Die Marburger Zeitung war eine deutschsprachige Zeitung, die von 1862 bis 1945 in Maribor (deutsch Marburg an der Drau) im Kaisertum Österreich, der österreichisch-ungarischen Monarchie und später im Königreich Jugoslawien erschienen ist. Das deutschnationale Blatt bestimmte über nahezu seinen gesamten Erscheinungsverlauf die deutschsprachige Presselandschaft der Untersteiermark. Ursprünglich als unpolitisches, überparteiliches Lokalblatt für Marburg und Umgebung gegründet, wurde sie vor allem seit den 1880er Jahren zum Organ des untersteirischen Deutschtums und widersetzte sich den austroslawistischen Bestrebungen der Slowenen. Mit der kompromisslosen und teils radikalen Ausrichtung der Zeitung war jedoch ein nicht geringer Teil der größtenteils deutschsprachigen Marburger Bevölkerung unzufrieden, was in den 1900er Jahren zur Gründung einiger Konkurrenzblätter führte – darunter die Marburger unabhängige Zeitung, Marburger Nachrichten (1904/05), Marburger Presse (1906/07) und die Untersteirische Volkszeitung (1909–1918) –, in denen auch politische Differenzen unter den ansässigen Deutschen ausgetragen wurden. Dennoch konnte sie ihre führende Stellung behaupten. Nach Gründung des jugoslawischen Staates wurde die Zeitung 1919 von slowenischen Herausgebern übernommen und passte ihren Diskurs dementsprechend an: Sie setzte sich für eine Integration der deutschen Kultur ein, wandte sich jedoch zugleich gegen ihre Marginalisierung und Assimilation. In den 1930er Jahren wurde die Marburger Zeitung immer stärker zum Sprachrohr nationalsozialistischer Propaganda. Als letzte verbliebene deutschsprachige Zeitung stellte sie ihr Erscheinen am 8. Mai 1945 ein.

## Geschichte
Anders als in Ljubljana (deutsch Laibach), wo 1707 das erste Wochenblatt gegründet worden war, existierte im mehrheitlich von Deutschen bewohnten Marburg zwar seit 1795 eine Druckerei, lange Zeit jedoch keine Presse. Die erstmalige Gründung einer Lokalzeitung mit dem Correspondenten für Untersteiermark im Jahr 1862, der später zur Marburger Zeitung umbenannt wurde, muss aus zwei Perspektiven betrachtet werden: Zum einen erfuhr ab den 1860er Jahren auch in Mittel- und Südosteuropa das Zeitungswesen allgemein einen Aufschwung, zum anderen setzte der Prozess der sich wechselseitig potenzierenden nationalen Ausdifferenzierung in der Region verstärkt ein, der sich nicht zuletzt auch in der Presse manifestierte. Hinzu kam die innen- und außenpolitische Krise der Habsburgermonarchie, die zu bürgerlichen Stellungnahmen und ausgereifterer politischer Meinungsbildung im Vielvölkerstaat führte.
Die politische Situation in Marburg, dessen Bevölkerung zu etwa 75 % deutschsprachig war, unterschied sich dabei grundsätzlich nicht von derjenigen der anderen mehrheitlich deutschen Städte Celje (deutsch Cilli) oder Ptuj (deutsch Pettau) in der Untersteiermark: Die slowenischen Eliten sahen ab den 1860er Jahren nicht nur das politische System, sondern auch die deutschsprachige Kultur als retardierendes Moment auf dem Weg zur slowenischen Nationsbildung. Die deutschsprachigen Bewohner der Region wollten dagegen im Wesentlichen das bestehende System bewahren, das ihrer Ethnie eine herausgehobene Stellung garantierte. Um Einfluss auf die Meinungsbildung und politische Entwicklung rivalisierten dabei sowohl slowenischnationale Zeitungen in deutscher Sprache wie beispielsweise die Südsteirische Post (Marburg, 1881–1900) als auch slowenischsprachige Blätter, die deutsche Interessen vertraten. Zu nennen sind unter letzteren vor allem Slobodni Slovenec (Der freie Slowene, 1870–1871), eine von Eduard Janschitz, dem Herausgeber der Marburger Zeitung gedruckte Zeitschrift, die mangels Lesern bald ihr Erscheinen einstellte, als auch Štajerski kmet. Svetovalec kmetom v političnih in gospodarskih zadevah (Der steirische Bauer. Ein Ratgeber für Bauern in politischen und wirtschaftlichen Fragen, 1894–1895) oder das Pettauer Blatt Štajerc (Der Steirer, 1900–1918). Der Erfolg dieser deutschnationalen Blätter bei den Slowenen war teilweise sehr gering, am geringsten unter der Bevölkerung im ruralen Raum. Ab 1883 erschienen erstmals mehr slowenischsprachige Zeitungen als deutsche.

## Profil
Die erste Seite brachte meist einen Leitartikel zu tagespolitischen Themen, die zweite und dritte politische Nachrichten aus dem In- und Ausland, Lokal- und Provinznachrichten, Artikel zu wirtschaftlichen Themen sowie verschiedene Korrespondentenberichte, daneben Berichte zu kulturellen Angelegenheiten, zum Theaterleben und ein Feuilleton. Es erschienen auch Artikel zur Geschichte der Stadt Marburg.
Hatte sich die Zeitung im ersten Jahr ihres Erscheinens einer politischen Stellungnahme noch enthalten und vielmehr über Tätigkeiten und Wirken der untersteirischen Gemeindeausschüsse sowie der gemeinnützigen Einrichtungen berichtet, so widmete sie sich ab 1863 unter dem Leitspruch „Gleiches Recht für alle!“ auch der politischen Berichterstattung im deutschnationalen Sinne. Sie hielt dabei allen Föderalismusbestrebungen in der Habsburger Monarchie zum Trotz am Status quo fest und polemisierte gegen die Slowenen, in deren Forderungen sie eine Gefährdung des jahrhundertealten Besitzstandes der Deutschen und eine Slowenisierung des Landes sah, wie etwa am Kampf um das „Slowenische Gymnasium“ von Cilli 1895 deutlich wird.
Eine annähernd föderalistische Position in Bezug auf die eigene Ethnie nahm die Zeitung schließlich mit Auflösung der Habsburger Monarchie und der Inkorporierung der deutschsprachigen Bewohner der Region in den jugoslawischen Staat ein. Die Übernahme nationalsozialistischen Gedankenguts ist letztlich eher wenig überraschend angesichts der Tradition der Zeitung sowie des empfindlichen Drucks, den die Behörden des jugoslawischen Staates – insbesondere in den Jahren der Königsdiktatur ab 1929, als die Zeitung bis 1941 in Mariborer Zeitung umbenannt wurde – auf die Redaktion ausgeübt hatten.

## Wirkung
Trotz der nicht von allen Marburger Deutschen geteilten politischen Position der Zeitung setzte sich diese nicht nur im „deutschen Festungsdreieck“ des geschlossenen deutschen Sprachraums der Städte Marburg, Cilli und Pettau, sondern auch gegen vergleichbare Laibacher Blätter durch und war zum Zeitpunkt ihrer Einstellung am 8. Mai 1945 die einzige verbliebene deutschsprachige Zeitung der Region. Das 83-jährige Erscheinen wurde nicht nur durch das solide journalistische Niveau möglich, sondern auch dadurch, dass die Zeitung zu einem nicht unbedeutenden Identitätsfaktor ihrer Leser wurde. Sie profitierte dabei von der Ausdünnung der deutschsprachigen Presselandschaft und dem starken Aufschwung slowenischer Periodika vor allem ab den 1880er Jahren. In dieser publizistischen und politischen Situation bediente die Marburger Zeitung den Bedarf der deutschsprachigen Bevölkerung an einer Zeitung, die für ihre nationalen und kulturellen Belange eintrat und entfaltete hiermit eine bedeutende Wirkung.

„[Und so] wird [die Marburger Zeitung] den einzigen Ehrgeiz darin suchen, ein entschieden deutschnationales Blatt zu sein. Sie wird für das deutsche Volkstum mit aller Kraft und Begeisterung eintreten und in der Stärkung und Erhöhung des deutschen Stammesbewusstseins ihre vornehmste Aufgabe erblicken. Sie wird daher alle Versuche, die deutschnationale Strömung zu stauen, rücksichtslos bekämpfen, mögen dieselben von slavischen Gegnern oder von scheinbar befreundeter Seite ausgehen.“